# Ушатый, Константин Фёдорович
Князь Константин Федорович Ушатый (ум. 1522) — воевода, наместник и окольничий на службе у Великого князей московских Ивана III и Василия III.
Второй сын родоначальника княжеского рода Ушатые — Федора Ивановича Ушатого и дочери видного царедворца Юрия Захарьевича Кошкина-Захарьева. Принадлежал к роду Ярославских князей, отрасли князей моложских, многие из которых находились на службе у московских князей.
Имел братьев князей: воеводу Василия, Ивана Ляпуна-Большого, Ивана Меньшого-Бородатый, Юрия и Петра Фёдоровичей.

## Служба у Ивана III
Показан в дворянах. В 1492 году принял участие в походе Северскую землю в качестве второго воеводы сторожевого полка, а после третьим воеводой Передового полка, разорил города Любутск и Мценск, владения Великого княжества Литовского. В этом же году участвовал в государевом новгородском походе. В январе 1493 года послан в Великие Луки вторым воеводой полка войск левой руки. В 1495 году участвовал в походе Ивана III на Новгород в его свите.
В 1500 году, во время похода на Смоленск, послан на Ведрошу к Юрию Захарьевичу Кошкину, своему деду по матери, передать неудовольствие Ивана III по поводу его местнического спора с первым воеводой князем Даниилом Щеней. В 1501 году Ивангородский наместник, участвовал в переговорах с ливонскими послами на Нарове. В 1502 году четвёртый воевода Сторожевого полка в смоленском походе. В 1504 году воевода в Иван-городе, через него доставлены грамоты к Государю от Цесаря и Испанского короля, а также отправлены ответные грамоты.

## Служба у Василия III
В 1505-1506 годах первый наместник в Дмитрове. В 1506 году пожалован в окольничие. В 1507 году второй воевода, участвовал в отражении крымских татар около Калуги, Белёва и Одоева и разгроме их на Оке, гнал до речки Рыбница. В апреле 1508 года командовал передовым полком в Вязьме, в сентябре послан оттуда в Торопец и оттуда третьим воеводой передового полка к Дорогобужу.
Зимой 1509—1510 года участвовал в походе к Новгороду и Пскову.
В мае 1512 года послан вторым воеводой полка левой руки на Угру для отражения нападения войск Ахмат-Герая и его братьев.
Зимой 1512—1513 года ходил к Смоленску, сперва воеводой войск правой руки, а потом третий воевода сторожевого полка.
В марте 1513 года с полком войск правой руки послан на реку Угру для защиты левого фланга московской рати, готовившейся к походу на Смоленск.
В 1515 году второй воевода, сперва Сторожевого, а потом Большого полка, участвовал в походе от реки Вашана на Тулу и обратно, с целью продемонстрировать присутствие русских войск.
В 1517 году командовал полком войск правой руки на Суре, для охранения от крымцев.
Умер в 1522 году, не имея детей.